# NGC 5398
NGC 5398 (również PGC 49923 lub UGCA 379) – galaktyka spiralna z poprzeczką (SBdm/P), znajdująca się w gwiazdozbiorze Centaura. Odkrył ją John Herschel 3 czerwca 1836 roku.
W galaktyce znajduje się olbrzymi obszar H II o nazwie Tol 89, jego rozmiary to około 5000 na 4000 lat świetlnych. Zawiera on co najmniej 7 młodych i masywnych gromad gwiazd.